# 골드 픽
골드 픽(Gold Peak Industries (Holdings) Limited)은 1964년 설립된 홍콩의 배터리 제조업체이다. 1984년부터 홍콩 주식시장에 상장되어 있다. GP 밧데리, KEF 프리미엄 소비자용 스피커, 셀레스천 전문가용 스피커와 같은 주요 제품 분류로 유명한 몇 안 되는 브랜드를 보유하고 있다.